# Czarna wstążka

Czarna wstążka

Czarna wstążka – symbol używany przez poszczególnych ludzi i organizacje, oznaczający żałobę.
Czarna wstążeczka symbolizuje żałobę w kulturze euroamerykańskiej. Najczęściej wstążka jest przyczepiana do stroju. W czasie żałoby narodowej w telewizji, prasie i na stronach internetowych czarna wstążka pojawia się przy logo.